# M2 (Aserbaidschan)
Die M2 ist eine der wichtigsten Fernstraßen in Aserbaidschan. Die Straße verläuft in Ost-West-Richtung durch das Zentrum des Landes, von der Hauptstadt Baku über Gəncə bis zur Grenze nach Georgien.

## Geschichte
Die M2 war ein Teil der Hauptstraße zwischen Baku und Tiflis zur Zeiten der Sowjetunion und wurde in den 1970er und 1980er Jahren durch Ortsumgehungen erweitert, da diese Strecke von großer Bedeutung für den Durchgangsverkehr war. Der Teil in Baku wurde zwischen 2006 und 2008 modernisiert und zur Autobahn ausgebaut. Es gibt auch einen kurzen innerstädtischen Straßentunnel. Im Jahr 2009 wurde der Grenzübergang zu Georgien erweitert und modernisiert.